# Menks
Menks (II dinastia) fu un visir egizio durante il regno del re Ninetjer della II dinastia.

## Biografia
Praticamente nulle sono le notizie biografiche relative a Menks; la sua stessa individuazione come visir del re Ninetjer deriva dall'essere stato il suo nome, e il suo titolo, rinvenuto nel complesso funerario della Piramide a gradoni del re Djoser della III dinastia.
Il primo a tradurre il termine chaty con visir fu, nel 1887, Eduard Meyer e la prima ricorrenza certa del termine è attestata proprio su un modello di nave in pietra rinvenuto nelle gallerie sotterranee della Piramide di re Djoser; per tale motivo Menks viene perciò indicato come il primo visir egizio noto.

### Annotazioni
1. ↑  L'opera di Porter & Moss, "Topographical Bibliography of Ancient Egyptian Hierogliphic texts, reliefs, and paintings", presa in considerazione per la stesura della voce è così ripartita:
  - Vol. I, parte a., "The Theban Necropolis: private tombs", ed. 1960, da pag. 1 a pag. 494;
  - Vol. I. parte b., "The Theban Necropolis: royal tombs and smaller cemeteries", ed. 1964, da pag. 495 a pag. 887;
  - Vol. II, "Theban Temples", ed. 1972, da pag. 1 a 586;
  - Vol. III, parte a., "Memphis: Abu Rawash to Abusir", ed. 1974, da pag. 1 a pag. 392;
  - Vol. III, parte b., "Memphis: Saqqara ti Dashur", ed. 1981, da pag. 393 a pag. 1014;
  - Vol. IV, "Lower and Middle Egypt: Delta and Cairo to Asyut", ed. 1968, da pag. 1 a pag. 252;
  - Vol. V, "Upper Egypt sites: Deir Rifa to Aswan, excluding Thebes and the temples of Abydos, Dendera, Esna, Edfu, Kom Ombo and Philae, ed. 1962, da pag. 1 a pag. 292;
  - Vol. VI, "Upper Egypt chief Temples: Excluding Thebes: Abydos, Dendera, Esna, Edfu, Kom Ombo and Philae", ed. 1991, da pag. 1 a pag. 264;
  - Vol. VII, "Nubia, the Deserts and outside Egypt", ed. 1975, da pag. 1 a pag. 475.

### Fonti
1. ↑  Porter & Moss, Vol I/a, p. 404.
2. ↑  Meyer 1887,  p. 62.
3. ↑  Lacau 1959,  parte V, tav. I.